# Gahnia pauciflora
Gahnia pauciflora är en halvgräsart som beskrevs av Thomas Kirk. Gahnia pauciflora ingår i släktet Gahnia och familjen halvgräs. Inga underarter finns listade i Catalogue of Life.